# Mustela eversmanii
La puzzola delle steppe (Mustela eversmanii Lesson, 1827) è una specie di mustelide originaria dell'Europa centrale e orientale e dell'Asia centrale. Viene classificata come specie a rischio minimo dalla IUCN grazie alla vasta area di distribuzione, alla presenza in un gran numero di aree protette e alla capacità di tollerare cambiamenti non troppo radicali dell'habitat. È generalmente di un colore giallastro molto chiaro, con arti scuri e una maschera scura sulla faccia. Rispetto alla puzzola europea, sua stretta parente, la puzzola delle steppe ha dimensioni maggiori e un cranio dalla struttura più possente.
La puzzola delle steppe è una creatura nomade che di solito si stabilisce in una determinata area solamente fino a quando la disponibilità di prede, specialmente citelli, non viene meno. Si accoppia tra marzo e maggio, e generalmente dà alla luce dai tre ai sei piccoli, che raggiungono il completo sviluppo all'età di due anni. Dà la caccia a prede più grandi rispetto a quelle catturate dalla puzzola europea, tra cui pika e marmotte.

## Evoluzione

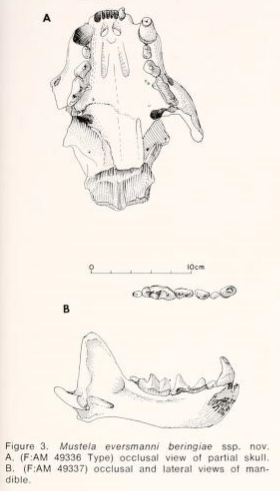
Cranio e mascella dell'estinta Mustela eversmanii beringiae.

La prima puzzola vera e propria fu Mustela stromeri, che fece la sua comparsa nel Villafranchiano superiore. Era considerevolmente più piccola della forma attuale, quindi è molto probabile che l'evoluzione delle puzzole sia avvenuta in un periodo di tempo relativamente recente. I parenti più stretti della puzzola delle steppe sono la puzzola europea e il furetto dai piedi neri: si ritiene che tutte queste specie abbiano Mustela stromeri come antenato comune. Probabilmente la puzzola delle steppe si separò dalla puzzola europea 1,5 milioni di anni fa, stando a quanto indica la proteina legante il retinolo (IRBP), mentre le transversioni del citocromo-b indicano una data più recente, 430.000 anni fa. Come specie, la puzzola delle steppe rappresenta una forma più specializzata della puzzola europea verso una dieta prettamente carnivora, in quanto è maggiormente adattata alla predazione di specie più grandi di roditori; il cranio è dotato di una dentatura potente, le proiezioni sono notevolmente più sviluppate e i muscoli masticatori sono più forti. Inoltre, il tasso di crescita della puzzola delle steppe è molto più lento di quello della puzzola europea, e il suo cranio continua a svilupparsi in un'età nella quale la puzzola europea raggiunge l'età adulta. Forse, nel corso del Pleistocene, la specie era presente anche nell'Alaska centrale.

### Sottospecie
Attualmente vengono riconosciute sette sottospecie. Nell'elenco seguente non è compresa una sottospecie estinta, M. e. beringiae, che era originaria della Beringia e molto più grande di M. e. michnoi, la sottospecie di maggiori dimensioni tra quelle oggi esistenti.
- M. e. eversmanii Lesson, 1827, diffusa nel Trans-Volga e nella Siberia occidentale con un areale che si spinge ad est fino alla regione di Irkutsk e a sud fino alle steppe del Cis-Altai, del Pri-Balkhash e del Semireč'e, comprendendo anche le regioni settentrionali, occidentali e orientali del Kazakistan; al di fuori della ex Unione Sovietica, è forse presente nelle regioni della Cina contigue con il Kazakistan orientale. Sottospecie di medie dimensioni, presenta un manto invernale folto e soffice, dalla colorazione generale chiara, paglia-biancastra, con sottopelo bianco. I peli di guardia sui quarti posteriori sono più chiari di quelli delle altre sottospecie[12].
- M. e. admirata Pocock, 1936, diffusa nell'Hebei, nello Shaanxi e sull'altopiano dell'Ordos.
- M. e. amurensis Ognev, 1930, diffusa sulla sponda sinistra del medio corso del fiume Amur, nelle regioni orientali della ex Manciuria e forse anche più a sud. È una sottospecie di medie dimensioni, con manto corto, folto e soffice. Il dorso presenta una colorazione generale rossastra-ocra lucente, quasi priva di sfumature scure[13].
- M. e. hungarica Éhik, 1928, diffusa nelle regioni più occidentali della Russia europea, spingendosi a nord fino ai confini settentrionali della Russia e ad est probabilmente fino al Volga e ai versanti settentrionali del Caucaso; al di fuori della ex Unione Sovietica, il suo areale si estende sulla ex Cecoslovacchia, l'Austria, l'Ungheria, la ex Jugoslavia nord-orientale, la Bulgaria settentrionale, la Romania e, forse, su una piccola porzione della Polonia, nella regione vicina a Leopoli. Di piccole dimensioni e con manto rado e setoloso, è la sottospecie che presenta la colorazione più scura, brunastra scura con sottopelo giallastro e sfumature marroncine scure[12].
- M. e. larvatus Hodgson, 1849, originaria di Tibet e Kashmir. È una sottospecie poco conosciuta, probabilmente di grosse dimensioni[14].
- M. e. michnoi Kastschenko, 1910, diffusa in Cisbaikalia nelle zone non occupate dalla più orientale sottospecie M. e. eversmanii, in Transbaikalia, a Tuva, nella parte montuosa della regione dell'Altai, nella ex Manciuria, in Mongolia e, forse, nelle regioni settentrionali della Mongolia Interna e in alcune zone orientali della Zungaria. Sottospecie di dimensioni molto grandi con manto invernale molto lungo e setoloso e peli di guardia lunghi ed ispidi, è di colore biancastro, con peli di guardia neri; talvolta può essere anche di colore rossastro chiaro[15].
- M. e. talassicus Ognev, 1928, diffusa nella regione compresa tra il mar Caspio e il lago Balkhash, sulle propaggini occidentali del Tien Shan, nel Kazakistan meridionale, in Uzbekistan, in Tagikistan e in Turkmenistan. È una sottospecie di piccole dimensioni con manto invernale lungo, folto e setoloso, dalla colorazione generale biancastro molto pallido, priva di qualsiasi sfumatura color ruggine. Il sottopelo è di un giallastro molto chiaro, i peli di guardia sono neri e la maschera facciale è a malapena distinguibile[15].

## Descrizione

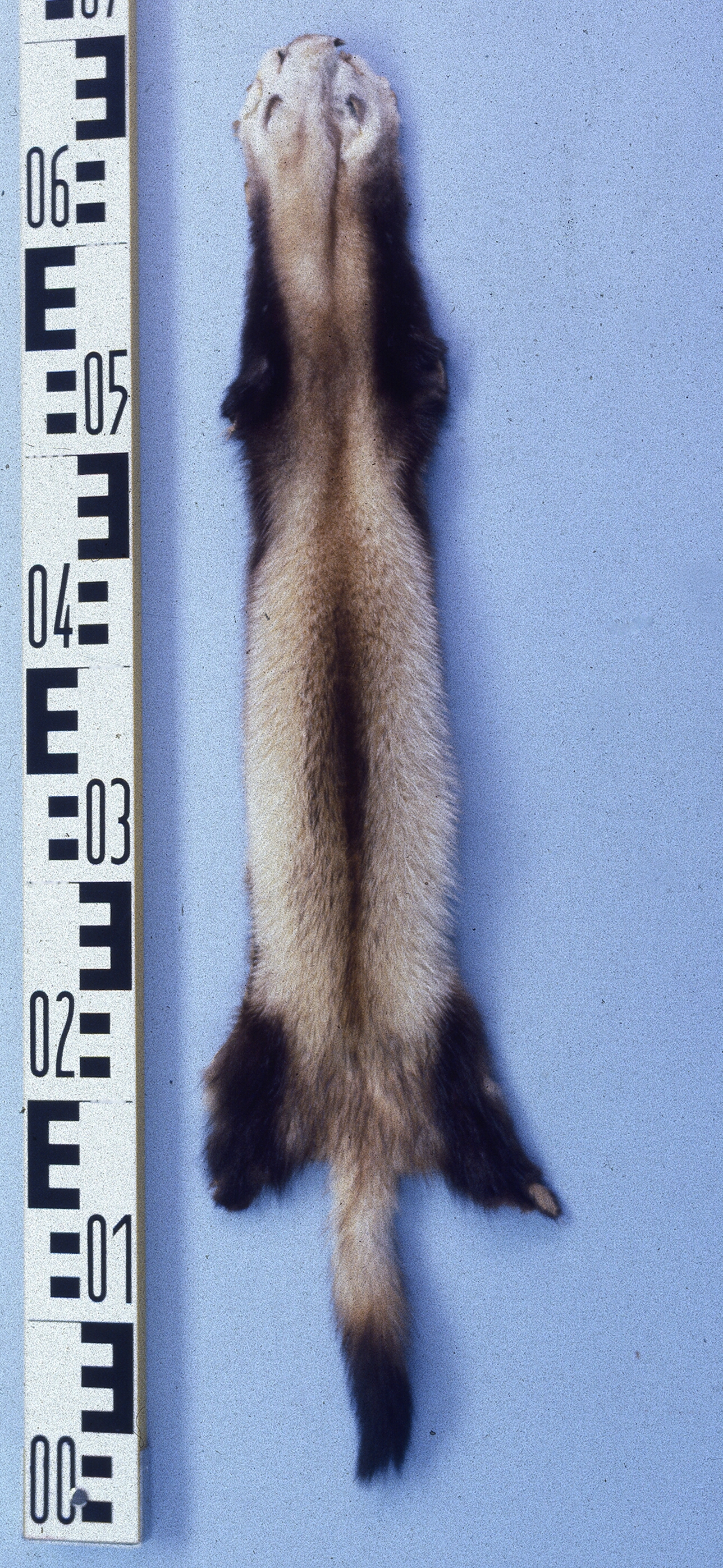
Una pelle.

La specie ricorda moltissimo la puzzola europea per aspetto generale, dimensioni e abitudini, ma il suo corpo sembra un po' più allungato, a causa dei peli di guardia più corti. La coda è corta, ed è di lunghezza pari a un terzo di quella del corpo. Il cranio è più pesante e più massiccio di quello della puzzola europea, in quanto presenta arcate zigomatiche e proiezioni molto più sviluppate, in particolare la cresta sagittale. Somiglia molto al furetto dai piedi neri del Nordamerica, dal quale si differenzia per la pelliccia più lunga e più soffice, le orecchie più corte e la più breve estensione post-molare del palato. Possiede quattro paia di mammelle e ghiandole anali ben sviluppate che possono produrre un liquido dall'odore pungente che viene spruzzato per autodifesa. I maschi hanno una lunghezza testa-corpo di 320–562 mm, le femmine di 290–520 mm. La coda misura 80–183 mm nei maschi e 70–180 mm nelle femmine. Presso gli esemplari che vivono in Siberia i maschi possono pesare fino a 2.050 g e le femmine fino a 1.350 g. Un esemplare dalle dimensioni straordinarie catturato nel Semireč'e presentava una lunghezza testa-corpo di circa 775 mm. Complessivamente, possiamo affermare che gli esemplari che manifestano forme di gigantismo sono più comuni che nella puzzola europea, e si incontrano soprattutto nella Siberia occidentale, dove si ibridano probabilmente con la donnola siberiana.
Il manto invernale è soffice e spesso, con sottopelo corto e fitto e peli di guardia lunghi e radi. La pelliccia è generalmente più breve e non così spessa come quella della puzzola europea. I peli di guardia sono particolarmente ben sviluppati sulla parte bassa del dorso, ma sono anch'essi più radi rispetto a quelli della puzzola europea. Diversamente da quelli di quest'ultima, i peli di guardia della puzzola delle steppe non ricoprono mai completamente il sottopelo. Il colore di base del manto invernale è giallastro molto chiaro o giallastro-biancastro. Le punte dei peli di guardia sono marroni-nerastre o marroni, e formano una sorta di riflesso lucente sul sottopelo giallo. Questo riflesso è maggiormente accentuato sulla parte mediana e bassa del dorso, dove i peli di guardia sono più fitti e più lunghi. I peli di guardia sulla parte alta del dorso, sui fianchi, tra le scapole e lungo la parte superiore del collo sono estremamente corti, quindi queste zone del corpo appaiono più chiare della regione posteriore. La testa è pezzata, con la regione oculare e il lato superiore del naso ricoperti da una sorta di maschera marroncina. Alle spalle della maschera, una banda bianca attraversa la testa da guancia a guancia. Di solito davanti ad ogni orecchio si trova una piccola area brunastra. Le orecchie sono completamente bianche, mentre la gola è bianco-giallastra o quasi bianca. Talvolta, la testa è interamente bianca. La superficie inferiore del collo è marrone-nerastra scura o marrone, mentre il petto e le zampe anteriori sono neri o marrone-nerastri. L'addome è chiaro, di colore paglia-giallastro. La regione inguinale è dello stesso colore delle zampe anteriori. La base della coda è di colore chiaro, mentre l'estremità è marrone scura. Il manto estivo è più corto e setoloso di quello invernale, non è così fitto e aderente, e presenta tonalità ocra o rossastre nettamente sviluppate. La testa è, nel complesso, più scura che nel periodo invernale, con un maggiore contrasto tra le zone scure e bianche.

## Biologia

### Comportamento

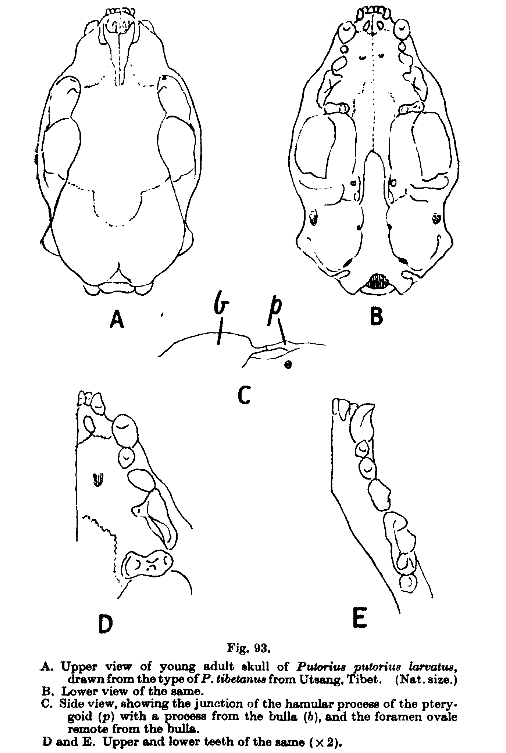
Cranio e dentatura in un disegno tratto da The Fauna of British India, including Ceylon and Burma - Mammalia Vol. 2 di Pocock.

La puzzola delle steppe non si insedia in territori ben definiti. Durante le stagioni calde, specialmente nelle aree ricche di citelli, le puzzole più anziane occupano territori relativamente stabili fino a quando non hanno esaurito la disponibilità di prede. Le puzzole più giovani sono meno sedentarie e trascorrono la notte nelle gallerie dei citelli che hanno ucciso. Le femmine che allattano sono le più sedentarie, ma iniziano nuovamente a condurre un'esistenza nomade non appena i piccoli sono grandi abbastanza da accompagnarle. Generalmente, la puzzola delle steppe occupa solamente un territorio per pochi giorni o pochi mesi. In inverno, la puzzola delle steppe è più attiva, e in un solo giorno può coprire distanze pari a 12–18 km. Durante le forti nevicate, la puzzola delle steppe migra verso aree più favorevoli, come le pendici delle gole che attraversano la steppa o le aree limitrofe agli insediamenti umani e agli accampamenti invernali.
Di solito questa specie non scava da sé la sua galleria, ma utilizza quelle costruite da marmotte, citelli, criceti, talpe, arvicole, gerboa e altre creature simili, dopo averle leggermente allargate. Il cunicolo è spesso mal costruito, in quanto essa non vi risiede abbastanza a lungo da giustificare una sua ristrutturazione. Le gallerie di nidificazione non sono rivestite e presentano numerose uscite, da tre a venti. Accanto alla camera del nido vi è una camera in cui viene immagazzinato il cibo. Le gallerie scavate dalla puzzola sono generalmente strutture poco profonde e semplici.

### Riproduzione
In cattività, gli accoppiamenti sono stati osservati dai primi di marzo fino alla fine di questo mese. Allo zoo di Mosca, sono stati osservati sette casi in cui delle puzzole si accoppiarono tra il 9 di aprile e il 9 di giugno. I segnali dell'estro furono notati il 12-13 marzo e continuarono a manifestarsi per due o tre settimane. Dopo l'accoppiamento, questi segnali scomparvero nel giro di tre o quattro settimane. In Siberia occidentale la riproduzione ha luogo in marzo, mentre in Transbaikalia ha luogo alla fine di maggio. La copula può durare da 20 minuti fino a tre ore. L'estro può durare più a lungo o ripresentarsi nuovamente nel caso una femmina non riesca a dare alla luce i piccoli o se questi ultimi muoiono prematuramente. Generalmente, la puzzola delle steppe si accoppia una volta all'anno e produce una sola nidiata. La gestazione dura 36-43 giorni. La placentazione ha luogo due settimane dopo l'accoppiamento, e lo stadio di blastocisti dura sette-otto giorni. Di solito ogni nidiata è composta da tre a sei piccoli, ma sono note anche nidiate di 18 piccoli.
I piccoli nascono ciechi e glabri, con la pelle color rosa pallido e una membrana sopra le orecchie. Alla nascita, misurano 6,5–7 cm di lunghezza e pesano 4,5 g, anche se le puzzole nate allo zoo di Mosca pesavano 10 g. Solitamente, il peso dei neonati dipende dalle dimensioni della nidiata. Dopo tre giorni, sul corpo compare un sottile strato di sottopelo e la lunghezza del corpo raddoppia, mentre il peso aumenta di sei volte, raggiungendo anche i 33 g. Intorno allo stesso periodo spuntano i denti da latte, e i piedi iniziano a scurirsi. A partire dal ventesimo giorno, i piccoli assumono una colorazione più scura e pesano 70-72 g. Gli occhi si aprono dopo 28-34 giorni, e i piccoli diventano più attivi, al punto da tentare di lacerare le prede mentre si nutrono ancora del latte della madre. All'età di un mese, i piccoli misurano 190 mm di lunghezza e pesano 138 g. A partire dai 45 giorni di età, sono in grado di cacciare giovani citelli e iniziano a focalizzarsi sugli adulti all'età di 60 giorni. I piccoli rimangono nella galleria familiare per 2-2,5 mesi. Iniziano a disperdersi a partire da luglio o dopo ancora, e raggiungono la maturità sessuale all'età di 10 mesi. Raggiungono l'età adulta a due anni.

### Alimentazione
Diversamente dalla puzzola europea, che si nutre soprattutto di roditori miomorfi, la puzzola delle steppe dà la caccia a mammiferi della steppa di dimensioni maggiori, quali citelli, criceti, pika ed esemplari giovani o feriti di marmotta. I citelli costituiscono la sua preda più frequente per gran parte dell'anno; nei periodi caldi, essi vengono catturati in superficie, mentre in autunno vengono snidati nelle loro gallerie. I maschi di puzzola spesso devono allargare i cunicoli dei citelli per potervi entrare, mentre di solito i giovani o le femmine possono entrarvi facilmente. Nelle zone dove i citelli sono assenti, la puzzola delle steppe si nutre principalmente di criceti e pika, o di arvicole acquatiche sugli argini dei corsi d'acqua. Lungo le sponde di fiumi e laghi, può nutrirsi anche di pesci, polli e carogne. Tra gli uccelli che ogni tanto diventano preda della puzzola delle steppe figurano starne e pernici bianche nordiche. Anfibi e rettili vengono mangiati raramente.

## Distribuzione e habitat
La specie occupa un areale che si estende dall'Europa centrale e orientale a ovest, attraverso Russia meridionale, Georgia settentrionale, Kazakistan, Turkmenistan, Uzbekistan, Tagikistan e Kirghizistan, fino alla Mongolia e alla Cina settentrionale e occidentale.

## Malattie e parassiti
La puzzola delle steppe è particolarmente suscettibile alla peste silvestre, alla tularemia e al cimurro canino. Gli esemplari più deboli possono essere suscettibili alla pasteurellosi. Le infezioni elmintiche, così come quelle provocate dalle zecche, sono particolarmente diffuse. La puzzola europea è infestata da almeno 11 specie note di pulci, alcune delle quali trasmesse dalle sue prede.

## Rapporti con l'uomo
La puzzola delle steppe è una specie di grande valore economico per le nazioni della ex Unione Sovietica. Essa uccide un gran numero di roditori nocivi per l'agricoltura e che possono diffondere malattie; una singola puzzola delle steppe può uccidere almeno 200 citelli all'anno o 1.500 roditori miomorfi in un unico inverno. Nella ex Unione Sovietica essa è inoltre molto ricercata per la sua pelliccia. La specie detiene il primo posto tra quelle catturate dai cacciatori di pellicce del Kazakistan e di altre regioni. Tuttavia, il numero di puzzole delle steppe è sceso notevolmente nei periodi 1926-29 e 1956-59. Questo declino è stato attribuito ai cambiamenti avvenuti nel paesaggio della steppa e alla diminuzione delle sue prede naturali correlata all'applicazione di metodi chimici per il controllo delle popolazioni di roditori, al dissodamento delle Terre Vergini e ai cambiamenti nei metodi agro-chimici. La puzzola delle steppe è abbastanza facile da catturare. Viene principalmente catturata con tagliole posizionate nei pressi delle gallerie abitate.